# Faraján
Faraján är en kommun i Spanien.   Den ligger i provinsen Provincia de Málaga och regionen Andalusien, i den södra delen av landet, 400 km söder om huvudstaden Madrid. Faraján ligger 567 meter över havet och antalet invånare är 287.
Terrängen runt Faraján är kuperad. Runt Faraján är det glesbefolkat, med 8 invånare per kvadratkilometer. Närmaste större samhälle är Ronda, 14,0 km norr om Faraján. I omgivningarna runt Faraján växer i huvudsak blandskog.